# Avellano Buenavista
Avellano Buenavista är en ort i Mexiko.   Den ligger i kommunen Pueblo Nuevo Solistahuacán och delstaten Chiapas, i den sydöstra delen av landet, 700 km öster om huvudstaden Mexico City. Avellano Buenavista ligger 1 577 meter över havet och antalet invånare är 349.
Terrängen runt Avellano Buenavista är varierad. Runt Avellano Buenavista är det ganska tätbefolkat, med 104 invånare per kvadratkilometer. Närmaste större samhälle är Simojovel de Allende, 15,7 km öster om Avellano Buenavista. Omgivningarna runt Avellano Buenavista är en mosaik av jordbruksmark och naturlig växtlighet.